# Antje Jackelén
Antje Jackelén z domu Zöllner (ur. 4 czerwca 1955 w Herdecke w Nadrenii Północnej-Westfalii) – niemiecka i szwedzka teolog, profesor teologii ewangelickiej, biskup szwedzkiej diecezji Lund, w 2013 wybrana na arcybiskupa Uppsali, a formalnie przyjęta w 2014. Jest pierwszą w historii kobietą–prymasem Kościoła Szwecji.

## Życiorys
Pochodzi z Niemiec. Urodziła się 4 czerwca 1955 w Herdecke. Studiowała teologię na Uniwersytecie w Tybindze i Uniwersytecie w Uppsali.
Po ukończeniu doktoratu pracowała na Uniwersytecie w Lund w latach 1999–2001 i była profesorem teologii.
Jest wieloletnią duchowną Kościoła Szwecji. Pracowała w diecezji sztokholmskiej i w diecezji Lund, której biskupem była w latach 2007-2014. 15 października 2013 została wybrana na arcybiskupa Uppsali i pierwszą kobietę prymasa w historii Kościoła Szwecji. Po pierwszej turze głosowania uzyskała 174 głosy elektorskie i pokonała biskupa Uppsali Ragnara Perseniusa, który uzyskał 103 głosy elektorskie. Wprowadzenie w urząd odbyło się 15 czerwca 2014 w katedrze w Uppsali.
Jako oficjalne motto wybrała Gud är större ("Bóg jest większy"). Na swój herb wybrała owalny projekt tarczy Jana Raneke, na którym widniały potrójne liście dębu z herbu Herdecke z potrójnymi krzyżami, ćwiartowanymi flagą Scanii.
19 czerwca 2010 roku była jednym z oficjalnie powołanych duchownych na ślub księżnej Wiktorii i księcia Daniela.
Pełniła funkcję przedstawiciela Kościoła Szwecji w radzie Światowej Federacji Luterańskiej.
4 maja 2015 r. odbyła oficjalną audiencję u papieża Franciszka w Rzymie. To uczyniło ją pierwszą kobietą i arcybiskupem przyjętym w Watykanie. Po raz kolejny spotkała papieża, kiedy odwiedził Szwecję na przełomie października i listopada 2016 r.
W 2023 roku wygłosiła kazanie w Cieszynie.

## Poglądy teologiczne
Opublikowała kilka prac dotyczących relacji między naukami przyrodniczymi a wiarą religijną, a także roli religii we współczesnym społeczeństwie. Popiera teorię ewolucji i nie widzi sprzeczności pomiędzy teizmem a ewolucjonizmem.
Przed wyborami arcybiskupa Jackelén zadano pytanie „Czy Jezus daje lepszy obraz Boga niż Mahomet?”, na które odpowiedziała: „Dla mnie jest oczywiste, że chrześcijanie, muzułmanie i żydzi czczą tego samego Boga”. Była za to zarówno krytykowana jak i chwalona.
Popiera zawieranie związków małżeńskich przez osoby tej samej płci.

## Życie prywatne

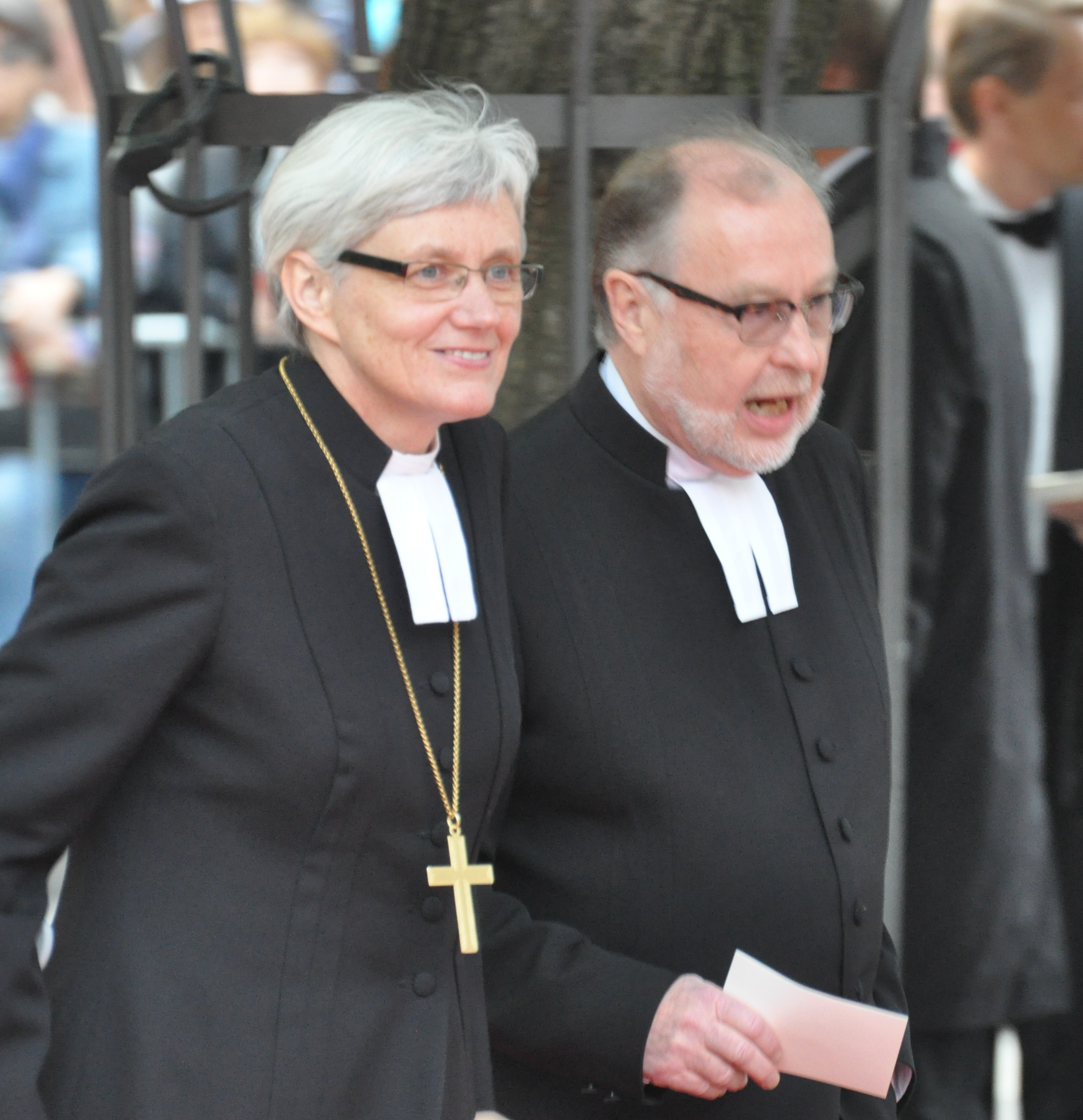
Antje i jej mąż Heinz Jackelén podczas gali królewskiego ślubu (2010)

Jej mąż, Heinz Jackelén jest emerytowanym księdzem, również pochodzącym z Niemiec. Spotkali się na studiach na Uniwersytecie w Uppsali. Mieszkają w rezydencji arcybiskupa w Uppsali. Mają dwie córki i kilkoro wnuków. 